# Anomalochilus pilosellus
Anomalochilus pilosellus är en skalbaggsart som beskrevs av Moser 1919. Anomalochilus pilosellus ingår i släktet Anomalochilus och familjen Melolonthidae. Inga underarter finns listade i Catalogue of Life.